# Spoorlijn Braunschweig - Bad Harzburg
De spoorlijn Braunschweig - Bad Harzburg is een 47 kilometer lange spoorlijn van de Deutsche Bahn (DB Netze) in het noordelijke gebied voor de Harz. De lijn is als spoorlijn 1901 onder beheer van DB Netze.

## Geschiedenis
Het op 1 december 1838 geopende trajectdeel van Braunschweig naar Wolfenbüttel was de eerste staatsspoorlijn van Duitsland (Herzoglich Braunschweigische Staatseisenbahn), de lijn verbond de belangrijkste steden in het Hertogdom Brunswijk. De lijn werd op 22 augustus 1840 verlengd via Börßum naar het Hannoversche Schladen en op 31 oktober 1841 via Vienenburg naar het huidige Bad Harzburg (toen nog Neustadt geheten). Door de steile helling tussen Vienenburg en Bad Harzburg werd tot 8 november 1843 de lijn met paardentrams geëxploiteerd. De lijn naar de Harz was de eerste van meerdere in Brunswijk gewenste spoorlijnen, die door Hannover tegengehouden konden worden.
In 1843 werd de verbinding Wolfenbüttel - Jerxheim - Oschersleben geopend, die samen met de Magdeburg-Halberstädter Eisenbahn een aansluiting naar Berlijn bood. Nadat in 1844 ook de spoorlijn Hannover - Braunschweig in gebruik genomen werd, liep het oost-westverkeer Berlijn - Hannover via Wolfenbüttel, vanaf 1847 (opening van de spoorlijn Hannover - Minden) tot in het Ruhrgebied. Dat veranderde door de opening van de spoorlijn Berlijn - Lehrte in 1871. In 1856 volgde met de Braunschweigische Südbahn van Börßum naar Kreiensen een verbinding richting Kassel en Frankfurt.
In 1866 werd de zijlijn Vienenburg - Goslar, de eerste spoorverbinding van de toenmalige Hannoversche stad, aangesloten.
Op 1 mei 1924 werd de spoorlijn noordelijk van Vienenburg tot Wiedelah verlegd, om een verbinding te maken met het toenmalige rangeerstation Vienenburg. Het goederenverkeer reed via de nieuwe lijn, het reizigersverkeer via de oude lijn. Nadat in 1926 de Okerbrug door hoog water ingestort was, reden ook de reizigerstreinen via de nieuwe lijn en reden over de reizigerstreinsporen zuidelijk van het goederenstation richting het treinstation.
Voor de spoorlijn van Braunschweig naar Bad Harzburg respectievelijk Goslar, waren er concrete plannen voor een verbinding van de spoorlijn met de geplande RegioStadtBahn Braunschweig. Daarvoor zouden enkele stations nieuw gebouwd worden en de frequentie van de nieuwe voertuigen verhoogd worden. De geplande lijn zou met dieselhybride trams naar Uelzen rijden en in Braunschweig via de tramsporen door de binnenstad rijden. Het gehele plan zou oorspronkelijk in 2014 gerealiseerd zijn. In het jaar 2010 staakte men het project, doordat de  stijging van de aanschafkosten ervoor zorgde, dan de exploitatie niet meer economisch haalbaar was. Om de aantrekkelijkheid van de lijn ook zonder trams te verhogen, kam het Samenwerkingsverband Regio Braunschweig (ZGB) met het plan "Regionalbahnkonzept 2014+". Deze voorzag in nieuw materieel en een vleugeltreinconcept in station Vienenburg voor de Regionalbahn-lijnen Braunschweig - Vienenburg - Bad Harzburg/Goslar.

## Exploitatie
De spoorlijn bedient tegenwoordig overwegend regionaal treinverkeer, daarnaast ook wat goederenverkeer van de spoorlijn Halle - Vienenburg, maar deze spelen een ondergeschikte rol. In de dienstregeling 2011 werd de spoorlijn door de Regionalbahn-lijnen Braunschweig - Bad Harzburg en Braunschweig - Goslar bediend. Beide lijnen reden eenmaal per twee uur waardoor er tussen Braunschweig en Vienenburg een uurfrequentie ontstond. Hiervoor werden dieseltreinstellen van het type Baureihe 628 ingezet, zie soms ook in dubbeltractie reden. Vanaf december 2014 worden beide lijnen in kader van het vleugeltreinconcept samengevoegd en door de uit Soltau komende spoorwegmaatschappij erixx met dieseltreinstellen van het type LINT 54 bediend. De nieuwe treinverbindingen worden gesubsidieerd. Op delen van de spoorlijn rijden ook lijnen Braunschweig - Wolfenbüttel - Schöppenstedt en Braunschweig - Leiferde - Salzgitter-Ringelheim - Herzberg am Harz.
De spoorlijn is niet geëlektrificeerd en noordelijk van Vienenburg dubbelsporig. De lijn hoort bij de "Harz-Weser-Netz" en zal in de toekomst worden voorzien van elektronische treinbeveiliging die zal worden aangestuurd vanuit Göttingen.
| Serie | Treinsoort                   | Route                                                               | Bijzonderheden                    |
| ----- | ---------------------------- | ------------------------------------------------------------------- | --------------------------------- |
| RB 42 | Regionalbahn (Erixx)         | Braunschweig Hbf – Wolfenbüttel – Vienenburg – Bad Harzburg         | Gekoppeld aan RB 43 in Vienenburg |
| RB 43 | Regionalbahn (Erixx)         | Braunschweig Hbf – Wolfenbüttel – Vienenburg – Goslar               | Gekoppeld aan RB 42 in Vienenburg |
| RB 45 | Regionalbahn (DB Regio Nord) | Braunschweig Hbf – Wolfenbüttel – Schöppenstedt                     | 1x per twee uur in het weekend.   |
| RB 46 | Regionalbahn (DB Regio Nord) | Braunschweig Hbf – Salzgitter-Ringelheim – Seesen – Herzberg (Harz) | 1x per twee uur in het weekend.   |

## Aansluitingen
In de volgende plaatsen was of is er een aansluiting van de volgende spoorlijnen:
Braunschweig Hauptbahnhof
DB 1730, spoorlijn tussen Hannover en Braunschweig
DB 1900, spoorlijn tussen Braunschweig en Helmstedt
DB 1902, spoorlijn tussen Braunschweig en Gifhorn
DB 1905, spoorlijn tussen Braunschweig West en Braunschweig Halzhof
DB 1912, spoorlijn tussen Braunschweig Rangierbahnhof en de aansluiting Okerbrücke
Leiferde
DB 1920, spoorlijn tussen Leiferde en Salzgitter Bad
Wolfenbüttel
DB 1921, spoorlijn tussen Groß Gleidingen en Wolfenbüttel
DB 1927, spoorlijn tussen Hoheweg en Wolfenbüttel
DB 1942, spoorlijn tussen Wolfenbüttel en Oschersleben
Börßum
DB 1940, spoorlijn tussen Helmstedt en Holzminden
DB 6870, spoorlijn tussen Wasserleben - Börßum
Vienenburg
DB 1932, spoorlijn tussen Vienenburg en Goslar
DB 1934, spoorlijn tussen Vienenburg en Grauhof
DB 6344, spoorlijn tussen Halle en Vienenburg
Bad Harzburg
DB 6425, spoorlijn tussen Heudeber-Danstedt en Oker